# (3697) Guyhurst
(3697) Guyhurst – planetoida z pasa głównego asteroid okrążająca Słońce w ciągu 3 lat i 236 dni w średniej odległości 2,37 au Została odkryta 6 marca 1984 roku w stacji Anderson Mesa należącej do Lowell Observatory przez Edwarda Bowella. Nazwa planetoidy pochodzi od Guya M. Hursta, redaktora brytyjskiego amatorskiego czasopisma astronomicznego „The Astronomer” wychodzącego od 1975 roku. Przed jej nadaniem planetoida nosiła oznaczenie tymczasowe (3697) 1984 EV.